# استان ریوخا (پرو)
استان ریوخا (به اسپانیایی: Provincia de Rioja) یک منطقهٔ مسکونی در پرو است که در منطقه سن مارتین واقع شده‌است.
 استان ریوخا ۲٬۵۳۵٫۰۴ کیلومتر مربع مساحت و ۹۲٫۲۲۲ نفر جمعیت دارد.